# Radio sol-train
La radio sol-train est un système analogique de télécommunication utilisé sur une partie du réseau ferroviaire français pour assurer la liaison entre les postes de gestion des circulations et les mécaniciens des trains.

## Histoire
La radio sol-train est mise en place par la SNCF à partir de 1976, d'abord sur les lignes de banlieue de Paris-Nord et de Paris-Saint-Lazare. Plus de 14 000 kilomètres de lignes ferroviaires ont été équipées entre la fin des années 1970 et le début des années 2000, principalement des lignes à fort trafic.
À partir de 1984, une variante de la radio sol-train incluant la transmission de données est mise en place sur certaines lignes.
En 2007 (principalement dans le nord-est de la France), et surtout entre 2013 et 2015, la radio sol-train est progressivement remplacée par le système numérique GSM-R.